# Алкерубін
Алкерубін (порт. Alquerubim; МФА: [aɫ.kɨ.ɾu.ˈbĩ]) — парафія в Португалії, у муніципалітеті Албергарія-а-Веля. Розташована в західній частині країни, на теренах історичної португальської провінції Бейра. Входить до складу округу Авейру. За адміністративним поділом, чинним до 1976 року, терени парафії були складовою провінції Берегова Бейра. Належить до Авейрівської діоцезії Католицької церкви. Патрон — свята Марина. Площа — 15,3586 км². Населення — 2381 ос. (2011). Слабо урбанізований регіон. Густота населення — 155,03 осіб/км²
. Код — 010202.

## Географія

Албергарія-а-Веля (2013)
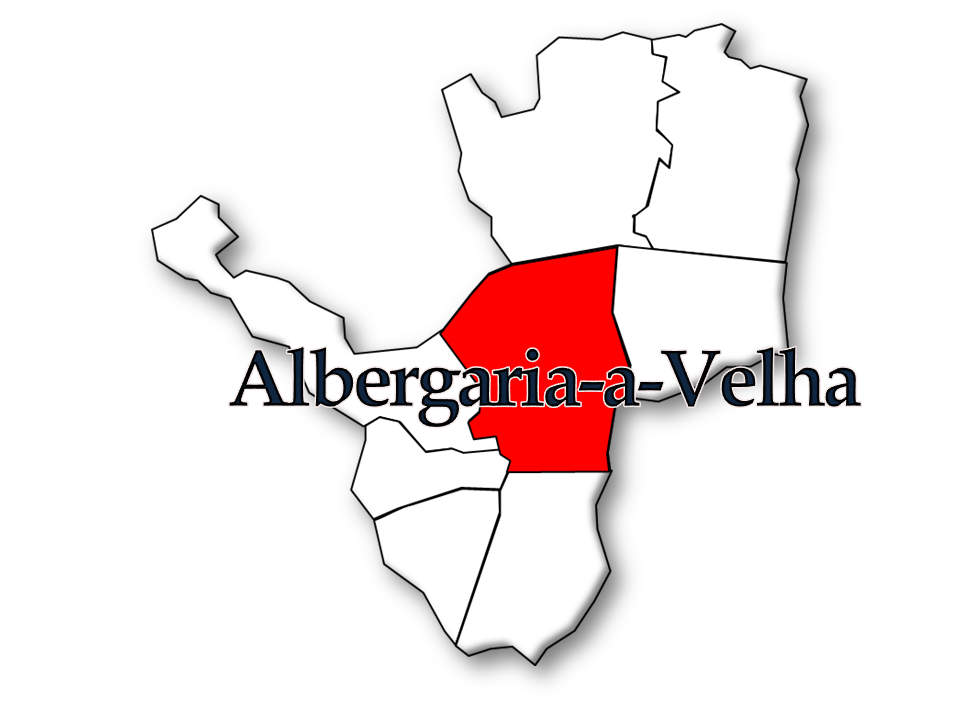
Албергарія-а-Веля
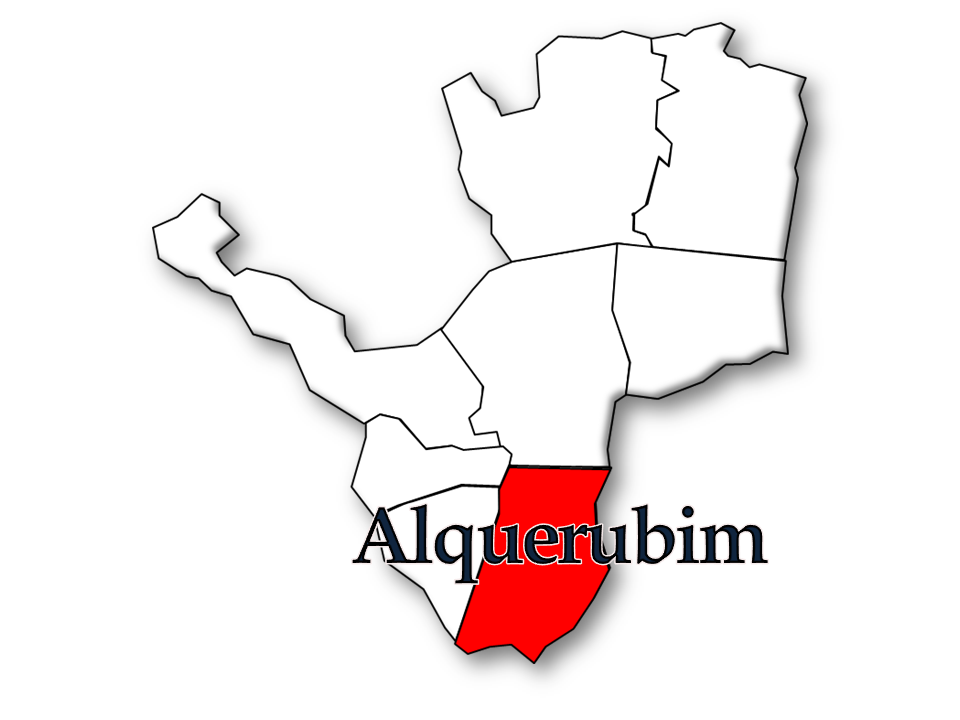
Алкерубін

## Населення
| Кількість мешканців | Кількість мешканців | Кількість мешканців | Кількість мешканців | Кількість мешканців | Кількість мешканців | Кількість мешканців | Кількість мешканців | Кількість мешканців | Кількість мешканців | Кількість мешканців | Кількість мешканців | Кількість мешканців | Кількість мешканців | Кількість мешканців |
| ------------------- | ------------------- | ------------------- | ------------------- | ------------------- | ------------------- | ------------------- | ------------------- | ------------------- | ------------------- | ------------------- | ------------------- | ------------------- | ------------------- | ------------------- |
| 1864                | 1878                | 1890                | 1900                | 1911                | 1920                | 1930                | 1940                | 1950                | 1960                | 1970                | 1981                | 1991                | 2001                | 2011                |
| 1.383               | 1.990               | 1.852               | 1.758               | 1.901               | 1.874               | 1.941               | 2.022               | 2.067               | 2.003               | 2.000               | 2.387               | 2.415               | 2.390               | 2.381               |